# 6404 Vanavara
A 6404 Vanavara (ideiglenes jelöléssel 1991 PS6) a Naprendszer kisbolygóövében található aszteroida. Eric Walter Elst fedezte fel 1991. augusztus 6-án.